# 弗鲁瓦德孔什
弗鲁瓦德孔什（法語：Froideconche，法語發音：[fʁwadkɔ̃ʃ]）是法国上索恩省的一个市镇，属于吕尔区。

## 地理
弗鲁瓦德孔什（47°49'14"N, 6°24'58"E）面积16.04 平方千米，位于法国勃艮第-弗朗什-孔泰大區上索恩省，该省份为法国东部内陆省份，北起顺时针与孚日省、贝尔福地区省、杜省、汝拉省、科多尔省和上马恩省接壤。
与弗鲁瓦德孔什接壤的市镇（或旧市镇、城区）包括：布勒绍特、呂克瑟伊萊班、拉东和沙庞迪、圣索沃尔、富日罗勒-圣瓦尔贝。

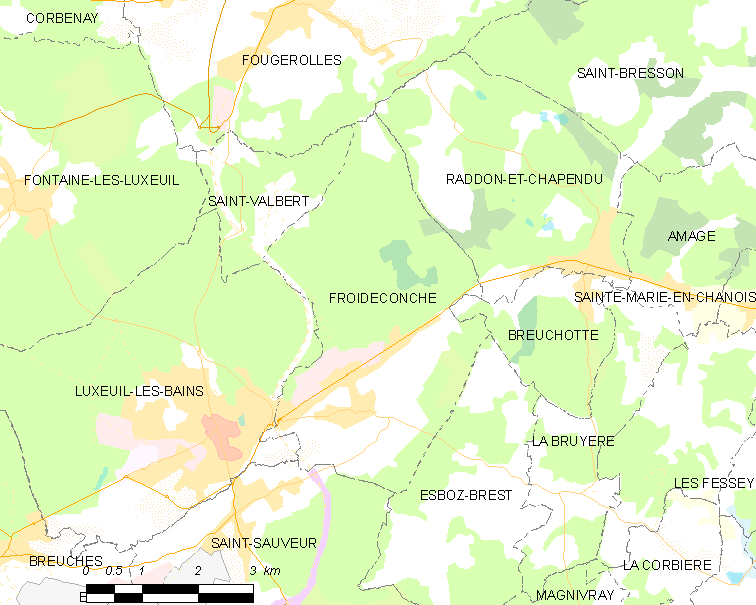
弗鲁瓦德孔什的OSM定位图

弗鲁瓦德孔什的时区为UTC+01:00、UTC+02:00（夏令时）。

## 行政
弗鲁瓦德孔什的邮政编码为70300，INSEE市镇编码为70258。

## 政治
弗鲁瓦德孔什所属的省级选区为吕克瑟伊莱班县。

## 人口

1962-2008年间弗鲁瓦德孔什人口变化图示

弗鲁瓦德孔什于2022年1月1日时的人口数量为1974人。